# Bartın
Bartın je město v turecké stejnojmenné provincii. Žije zde  obyvatel. Leží na stejnojmenné řece necelých 5 kilometrů jižně od pobřeží Černého moře v nadmořské výšce přibližně 27 m n. m. Do roku 1991 bylo město součástí provincie Zonguldak. Město se dělí na celkem 22 obvodů. Z hlediska podnebí je na hranici mezi středomořským a oceánickým. V roce 1460 byl Bartın dobyt Osmanskou říší a na konci 19. století se město stalo součástí otomanského Kastamonského vilájetu. Historicky bylo součástí Římské a Byzantské říše. 